# Râul Poloboc
Râul Poloboc este un curs de apă, afluent al râului Bistrița. 